# Associazione Calcio Ferrara 1939-1940
Questa pagina raccoglie le informazioni riguardanti l'Associazione Calcio Ferrara nelle competizioni ufficiali della stagione 1939-1940.

## Stagione
La Serie C è dunque nuovamente un'amara realtà. La delusione porta la maggioranza dei soci a decidere il cambio della denominazione della società, che viene chiamata Associazione Calcio Ferrara, con colori bianconeri come quelli del Comune. Il nuovo presidente Annio Bignardi decide di ripartire dalla coppia tecnica formata da Paolo Mazza e Giorgio Armari, quest'ultimo capitano di tante battaglie biancazzurre.
Vi sono le ambizioni di una pronta risalita, ma non manca la concorrenza nel girone E (tosco-ligure-emiliano) della Serie C: lo Spezia, neoretrocesso dalla B come la SPAL-A.C. Ferrara, poi Ravenna, Prato e Forlì. Vi sono poi le insidie dei piccoli campi di provincia. Goleador di stagione sarà Luigi Del Grosso con 22 reti, seguito da Osvaldo Trebbi con 9 centri.

## Rosa
| N. |                   | Ruolo | Calciatore           |
| -- | ----------------- | ----- | -------------------- |
|    | Italia (bandiera) | P     | Fernando Bonamartini |
|    | Italia (bandiera) | P     | Vittorio Poletti     |
|    | Italia (bandiera) | D     | Arturo Boniforti     |
|    | Italia (bandiera) | D     | Walter Casini        |
|    | Italia (bandiera) | D     | Ermelindo D'Agostini |
|    | Italia (bandiera) | D     | Fernando Lomi        |
|    | Italia (bandiera) | D     | Vittorio Pasti       |
|    | Italia (bandiera) | C     | Innocente Amadori    |
|    | Italia (bandiera) | C     | Francesco Bergonzoni |

| N. |                   | Ruolo | Calciatore           |
| -- | ----------------- | ----- | -------------------- |
|    | Italia (bandiera) | C     | Alcide Dalla Fina    |
|    | Italia (bandiera) | C     | Nino Negrini         |
|    | Italia (bandiera) | C     | Osvaldo Trebbi       |
|    | Italia (bandiera) | C     | Edmondo Vitali       |
|    | Italia (bandiera) | A     | Filippo Belardini    |
|    | Italia (bandiera) | A     | Luigi Del Grosso     |
|    | Italia (bandiera) | A     | Ermanno Poggipollini |
|    | Italia (bandiera) | A     | Vinicio Tumiati      |
|    | Italia (bandiera) | A     | Giovanni Villotti    |

## Risultati

### Serie C (girone E)

#### Girone di andata[1]
| Arbitro: | Ghetti (Modena) |

|  |           |               |
|  | Marcatori | 15’ Boniforti |

| Arbitro: | Gianni (Lucca) |

|           |           |  |
| Berti 80’ | Marcatori |  |

| Arbitro: | Camiolo (Milano) |

|                          |           |  |
| Tossio 54’ Chiellini 73’ | Marcatori |  |

| Arbitro: | Stecig (Fiume) |

|                                         |           |  |
| Trebbi 15’, 65’ Vitali 30’ Villotti 80’ | Marcatori |  |

| Arbitro: | Ferorelli (Vicenza) |

|  |           |                          |
|  | Marcatori | 73’ Trebbi 76’ Tumiati I |

| Arbitro: | De Benedictis (Padova) |

|                                   |           |                                         |
| Del Grosso 43’, 80’ Boniforti 77’ | Marcatori | 31’ Bergonzini 45’ Casagrande 52’ Righi |

| Arbitro: | Giambone (Venezia) |

|                        |           |                                                                                     |
| 65’ Bondi 85’ Bertozzi | Marcatori | Maltoni 17’ (aut.) Tumiati I 19’ Del Grosso 32’, 70’, 72’, 79’ Vitali 48’, 83’, 88’ |

| Arbitro: | Ferrari (Vicenza) |

|                         |           |  |
| Trebbi 25’ Villotti 70’ | Marcatori |  |

| Arbitro: | Ghetti (Modena) |

|  |           |                                                             |
|  | Marcatori | 7’, 14’ Del Grosso 37’, 75’, 78’ Poggipollini 82’ Boniforti |

| Arbitro: | Pasinetti (Roma) |

|                              |           |  |
| Vitali 13’, 51’ Villotti 85’ | Marcatori |  |

| Arbitro: | Tonnetti (Roma) |

|  |           |            |
|  | Marcatori | 55’ Vitali |

| Arbitro: | Bellè (Venezia) |

|                    |           |                 |
| Belardini 42’, 47’ | Marcatori | 31’, 37’ Raccis |

| Arbitro: | Bonivento (Venezia) |

|                                                 |           |           |
| Jacoponi 9’ Puccinelli 24’ Pampaloni 40’ (rig.) | Marcatori | 2’ Vitali |

| Ferrara 14 gennaio 1940 14ª giornata | Ferrara           | 0 – 0 | Forlì | Campo Littorio\| Arbitro: \| Curradi (Firenze) \| |
| Arbitro:                             | Curradi (Firenze) |       |       |                                                   |

#### Girone di ritorno[4]
| Arbitro: | Marsciani (Modena) |

|                                                                     |           |                         |
| Del Grosso 14’, 39’, 44’ Trebbi 17’ Villotti 23’, 30’ Belardini 35’ | Marcatori | 40’, 63’, 66’ Alderotti |

| Arbitro: | Giambone (Venezia) |

|                      |           |               |
| Boniforti 75’ (rig.) | Marcatori | 35’ Baratella |

| Arbitro: | Tiberio (Gorizia) |

|                             |           |  |
| Villotti 64’ Del Grosso 89’ | Marcatori |  |

| Arbitro: | Vettori (Pisa) |

|                |           |  |
| Bacchilega 65’ | Marcatori |  |

| Arbitro: | Silvano (Torino) |

|                                                      |           |            |
| Belardini 56’ Del Grosso 71’ Villotti 82’ Trebbi 86’ | Marcatori | 25’ Sodini |

| Carpi 10 marzo 1940 21ª giornata | Carpi           | 0 – 0 | Ferrara | Polisportivo Comunale\| Arbitro: \| Rossi (Cremona) \| |
| Arbitro:                         | Rossi (Cremona) |       |         |                                                        |

| Arbitro: | Meniconi (Ancona) |

|                                                  |           |  |
| Belardini 1’, 38’ Del Grosso 28’, 41’ Trebbi 48’ | Marcatori |  |

| Arbitro: | Barbieri (Genova) |

|             |           |                                  |
| Rinaldi 11’ | Marcatori | 21’ (aut.) Frugoli 76’ Belardini |

| Arbitro: | Cossutta (Trieste) |

|                                                                        |           |  |
| Tumiati I 5’, 79’ Del Grosso 17’, 87’, 90’ Dalla Fina 35’ Villotti 66’ | Marcatori |  |

| Arbitro: | Neri (Vicenza) |

|             |           |            |
| Bontadi 53’ | Marcatori | 16’ Trebbi |

| Arbitro: | Bellè (Venezia) |

|  |           |           |
|  | Marcatori | 31’ Rallo |

| Arbitro: | Scotto (Savona) |

|             |           |  |
| Spagnoli 4’ | Marcatori |  |

| Arbitro: | Venutti (Trieste) |

|                                           |           |                          |
| Villotti 16’ Belardini 58’ Del Grosso 68’ | Marcatori | 81’ Ulivieri 84’ Caprili |

| Arbitro: | Pizziolo (Firenze) |

|                                                |           |            |
| Ghermandi 53’ Ortali 66’ (rig.) Celli 83’, 90’ | Marcatori | 49’ Trebbi |